# Ляцкий, Ян Альфонс
Ян Альфо́нс Ля́цкий (? — 30 ноября 1646) — государственный деятель Великого княжества Литовского. Каштелян минский (1630—1634) и жемайтский (1634—1643), староста генеральный жемайтский (с 1643).

## Биография
Представитель шляхетского рода Ляцких собственного герба, сын Теодора, отец Теодора Александра.
Обучался в Падуанском университете. Участвовал в войнах со Швецией, Османской империей и Россией.